# Chūichi Nagumo
Pour les articles homonymes, voir Nagumo (homonymie).
Chūichi Nagumo (南雲 忠一, Nagumo Chūichi), né à Yonezawa dans la préfecture de Yamagata, le 25 mars 1887, et mort à Saipan, dans les îles Mariannes, le 6 juillet 1944, est une personnalité importante de la Marine impériale japonaise. Il a commandé la Force Mobile (Kidō Butai), c'est-à-dire l'escadre de grands porte-avions, qui est allée de succès en succès, de l'attaque de Pearl Harbor (7 décembre 1941) au raid sur Ceylan (5-9 avril 1942), mais qui a subi une terrible défaite à la bataille de Midway (4-7 juin 1942). 
Toujours à la tête de la plus puissante escadre de porte-avions japonais, redésignée comme la 3e Flotte, il n'a plus connu que des résultats mitigés, aux batailles des Salomon orientales (24-25 août 1942) et des îles Santa Cruz (24-27 octobre 1942). Il n'a plus eu de commandement à la mer après novembre 1942. En juillet 1944, il se suicide pour ne pas être fait prisonnier lors de l'attaque américaine sur les îles Mariannes.

## Carrière

### Avant la guerre du Pacifique
Chūichi Nagumo, diplômé en 1908 de l'Académie navale impériale du Japon dans la 36e promotion, classé 8e sur 191 élèves, embarque comme midship (Shōi Kōhosei) sur le croiseur cuirassé Soya (ex-russe Varyag), sur le croiseur cuirassé Nisshin  et sur le croiseur protégé Niitaka. Comme enseigne de vaisseau (Shōi et Chūi) de 1910 à  1914, il embarque sur le croiseur cuirassé Asama et suit les cours de l'École de Canonnage et de l'École de Torpillage. Il embarque sur le cuirassé pré-dreadnought Aki, puis sur le destroyer de 3e classe Hatsuyuki. Il suit les premiers cours de l'École de Guerre navale et se spécialise à l'École de Torpillage. Comme lieutenant de vaisseau (Daii) de 1914 à 1920, il est affecté au Commandement des Constructions navales et suit la construction du croiseur de bataille Kirishima, puis embarque sur le destroyer de 2e classe Sugi. Il est affecté à des fonctions d'officier d'état-major, puis, fin 1917, reçoit son premier commandement, le destroyer de 3e classe Kisaragi.  En 1918-1920, il suit le cursus de l'École de Guerre navale (18e promotion), et est promu capitaine de corvette (Shōsa). Il est nommé commandant du destroyer Momi, alors tout récent. Il est affecté de 1922 à 1926 à des fonctions d'état-major, en particulier à l'État-major général de la marine (E-M.G.M.), à la 1re section du 1er bureau, tout en étant instructeur à l'École de Guerre navale.
. En 1925 et 1926, il fait partie d'une mission japonaise pour étudier la stratégie et l'équipement navals en Europe et aux États-Unis. À son retour, il commande successivement les canonnières Saga, et Uji, puis exerce des fonctions d'instructeur à l'École de Guerre navale. Promu capitaine de vaisseau (Daisa) fin 1929, il est nommé commandant du croiseur léger Naka , puis du 11e groupe de destroyers. D'octobre 1931 à novembre 1933, il est chef de la 2e section du 1er Bureau de l'État-major général de la Marine. Il commande ensuite le croiseur lourd Takao, puis le cuirassé Yamashiro. Promu contre-amiral le 1er novembre 1935, il commande alors la 1re escadre de destroyers, puis la 8e division de croiseurs  (les trois croiseurs de la classe Sendai), en mer Jaune en appui de l'armée de terre en Chine. En 1938, il dirige l'École de Torpillage et est nommé, le 15 novembre 1938, à la tête de la 3e division de cuirassés (les cuirassés rapides de la classe Kongō). Promu vice-amiral le 15 novembre 1939, il est remplacé à la tête de cette grande unité le 1er novembre 1940, par le contre-amiral Ozawa, et va diriger l'École de Guerre navale. Il est nommé, le 10 avril 1941, commandant de la force de frappe de la 1re flotte aérienne, c'est-à-dire les 1re, 2e et 5e divisions de porte-avions, qui vont constituer le fer de lance de la marine impériale japonaise, pendant les six premiers mois de la guerre du Pacifique.

### De Pearl Harbor au raid sur Ceylan (décembre 1941-avril 1942)
Alors âgé de 54 ans, présenté comme vieillissant, le vice-amiral Nagumo avait dans cette position le défaut de n'avoir d'expérience que dans l'emploi des torpilleurs et des cuirassés et de ne pas avoir exercé de commandement d'un porte-avions ou d'un groupe de porte-avions, comme avaient pu l'avoir les vice-amiraux Tsukahara ou Ozawa. Mais il peut compter sur de grands subordonnés comme les contre-amiraux Ryūnosuke Kusaka, son chef d'état-major, Tamon Yamaguchi et Chūichi Hara, commandants des 2e et 5e divisions de porte-avions, ou des officiers d'une grande valeur comme le commandant Mitsuo Fuchida. 
Conçue par l'amiral Yamamoto, minutieusement préparée par les contre-amiraux Fukudome et Ōnishi et le commandant Genda, malgré un certain scepticisme du vice-amiral Nagumo, l'attaque de Pearl Harbor est un succès tactique. Du côté américain, deux cuirassés sont irrémédiablement coulés et l'aviation basée à terre anéantie, trois cuirassés ont dû être reconstruits presque entièrement, et des dégâts substantiels sont portés à trois autres cuirassés, au prix de quelques dizaines d'appareils japonais perdus. Mais on va reprocher à l'amiral Nagumo de ne pas avoir lancé une troisième vague d'avions pour détruire les dépôts d'essence et les installations de réparation navale qui ont eu un rôle stratégique très important dans la poursuite de la guerre pour les Américains. On ne saurait, en revanche, lui imputer la faiblesse du renseignement japonais, qui a conduit à attaquer la base de la Flotte du Pacifique alors que les porte-avions américains étaient à la mer.
Rentrant de Pearl Harbor, les porte-avions Sôryû et Hiryū sont détachés, courant décembre 1941, pour aller appuyer l'attaque de Wake, où la résistance des U.S. Marines est acharnée. Du 20 au 24 janvier, quatre porte-avions, aux ordres du vice-amiral Nagumo, appuient l'attaque japonaise sur les positions australiennes de Rabaul et de Kavieng, pendant que les porte-avions Sôryû et Hiryū bombardent Amboine, dans les Célèbes, le 31 janvier. Ayant rassemblé ses forces, le vice-amiral Nagumo va procéder le 19 février au bombardement de Port-Darwin en Australie, ce qui annihile les capacités militaires de ce port. Fin mars, les porte-avions du vice-amiral Nagumo appareillent des Célèbes et passent dans l'océan Indien, pour un raid sur Ceylan qui doit porter des coups décisifs à la flotte britannique d'Orient (Eastern Fleet) qui est en train d'être renforcée. Les bases de Colombo et de Trincomalee sont bombardées le 5 et le 9 avril, deux croiseurs lourds et le petit porte-avions ancien HMS Hermes sont coulés, mais le vice-amiral Somerville réussit à mettre l'essentiel de sa flotte hors de portée des porte-avions japonais.
Alors qu'ils sont en route pour rentrer au Japon, les porte-avions Shokaku et Zuikaku sont dirigés vers Truk, pour assurer la couverture éloignée, avec deux croiseurs lourds, aux ordres du vice-amiral Takagi, d'une double attaque de Guadalcanal et Tulagi, dans les îles Salomon d'abord, de Port-Moresby sur la côte sud-est de la Papouasie-Nouvelle-Guinée, ensuite, opération placée sous la responsabilité du vice-amiral Inoue, commandant en chef de la 4e Flotte. Ils vont ainsi participer à la bataille de la mer de Corail, au cours de laquelle ils seront endommagés, au point d'être indisponibles pendant plus d'un mois. Du côté américain, le grand porte-avions USS Lexington a été coulé et le porte-avions USS Yorktown, endommagé, mais réparé à Pearl Harbor de sorte qu'il est de nouveau opérationnel à la fin mai.

### Midway (4-6 juin 1942)

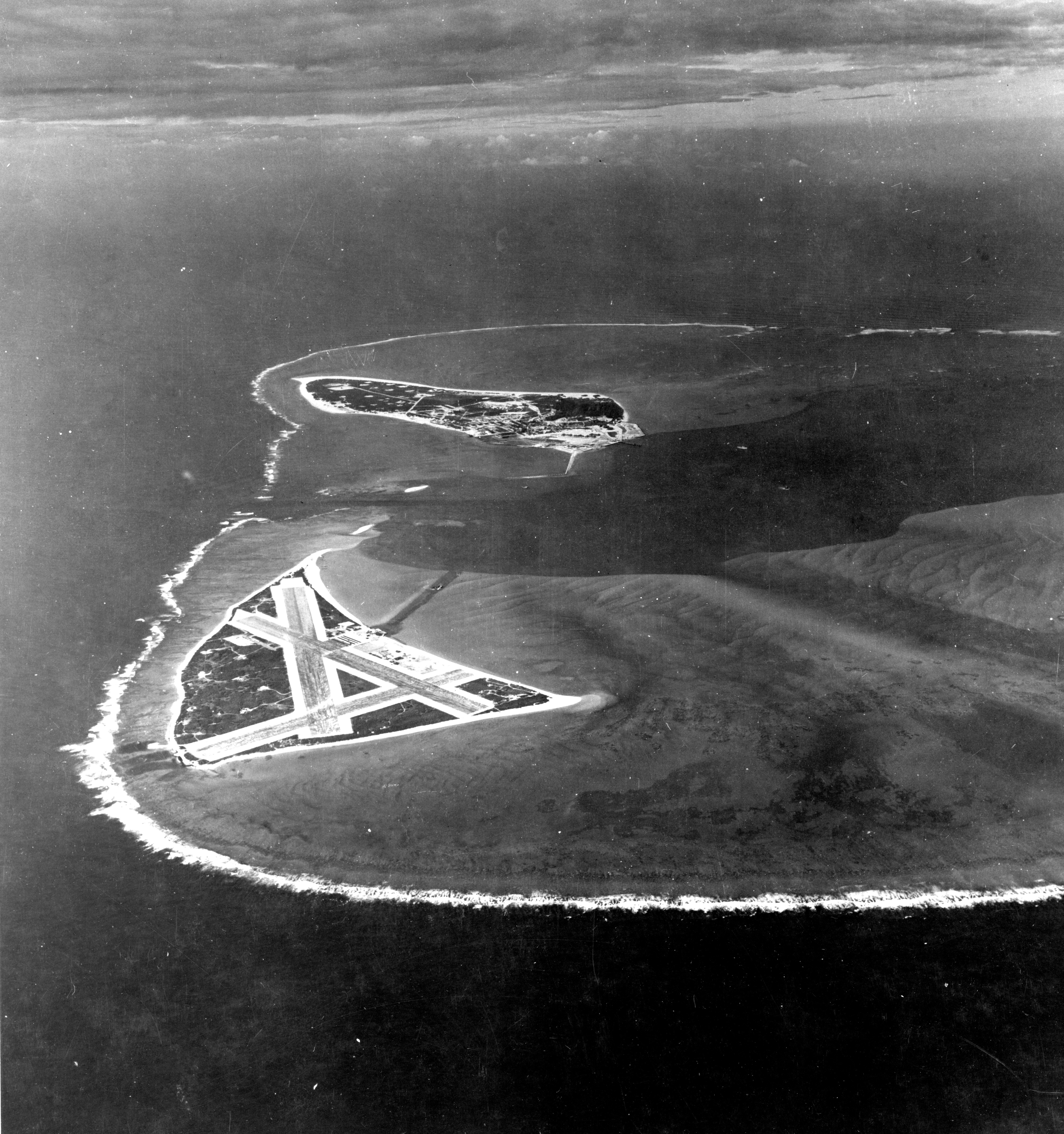
C'est la position de l'atoll de Midway, plus que sa taille, qui en faisait la valeur au milieu de l'immensité océanique

La bataille de Midway a résulté de la volonté de l'amiral Yamamoto d'aller débarquer sur l'atoll de Midway, position avancée de la Flotte américaine dans le Pacifique central. La force de débarquement devait être escortée par la 2e Flotte du vice-amiral Kondō, les porte-avions du vice-amiral Nagumo devaient assurer la couverture éloignée, et la 1re Flotte, c'est-à-dire les cuirassés, sous la conduite personnelle du commandant en chef de la Flotte combinée, aurait été en position d'affronter les grands bâtiments américains sortis de Pearl Harbor, dans une « bataille décisive ». Plusieurs éléments ont fait échouer ce plan. La surprise n'a pas joué  en faveur des Japonais, comme à Pearl Harbor. Cette fois-ci, en décryptant des écoutes radio, les Américains ont su où les Japonais allaient attaquer, et l'amiral Nimitz a fait prendre position à ses trois porte-avions à 350 nautiques au nord-est de Midway, ce que les reconnaissances japonaises n'ont pas détecté. Par ailleurs les forces japonaises ont eu un triple déficit de concentration des moyens. D'abord deux des six grands porte-avions japonais ont été indisponibles, à la suite des dégâts qu'ils avaient subis à la bataille de la mer de Corail. Ensuite les forces japonaises du Pacifique central et celles du Pacifique nord qui devaient mener dans le même temps, avec deux porte-avions, une attaque contre les îles Aléoutiennes, n'étaient pas en mesure de s'appuyer mutuellement, à 2 400 km l'une de l'autre. Enfin les grands cuirassés de l'amiral Yamamoto étaient trop éloignés des porte-avions du vice-amiral Nagumo pour les faire bénéficier du soutien de leur DCA.
Le 4 juin, vers 4 h 30, une première vague d'avions de l'aviation embarquée japonaise a attaqué Midway. Peu après, la présence à la mer de porte-avions américains a été repérée, mais des renseignements précis ne sont pas parvenus au vice-amiral Nagumo avant 8 h 20. Le contre-amiral Yamaguchi a demandé la permission de lancer une attaque sans délai, avec les avions immédiatement disponibles. Mais le vice-amiral Nagumo, plus à l'aise pour mener des opérations soigneusement préparées, a tergiversé, décidant de mener une deuxième attaque sur Midway, avant de donner ordre de modifier l'armement des avions, portant des bombes pour une attaque contre la terre, par des torpilles, et garder les ponts dégagés pour le retour de la première vague. Les porte-avions japonais ont supporté sans grands dommages les premières attaques de l'aviation basée à Midway et de l'aviation embarquée sur les USS Hornet et Yorktown, mais des bombardiers en piqué de l'USS Enterprise, vers 10 h 25, ont surpris les Japonais et réussi à endommager très gravement l'Akagi, et mis en flammes les Kaga et Sôryû, qui ont dû très vite être abandonnés.

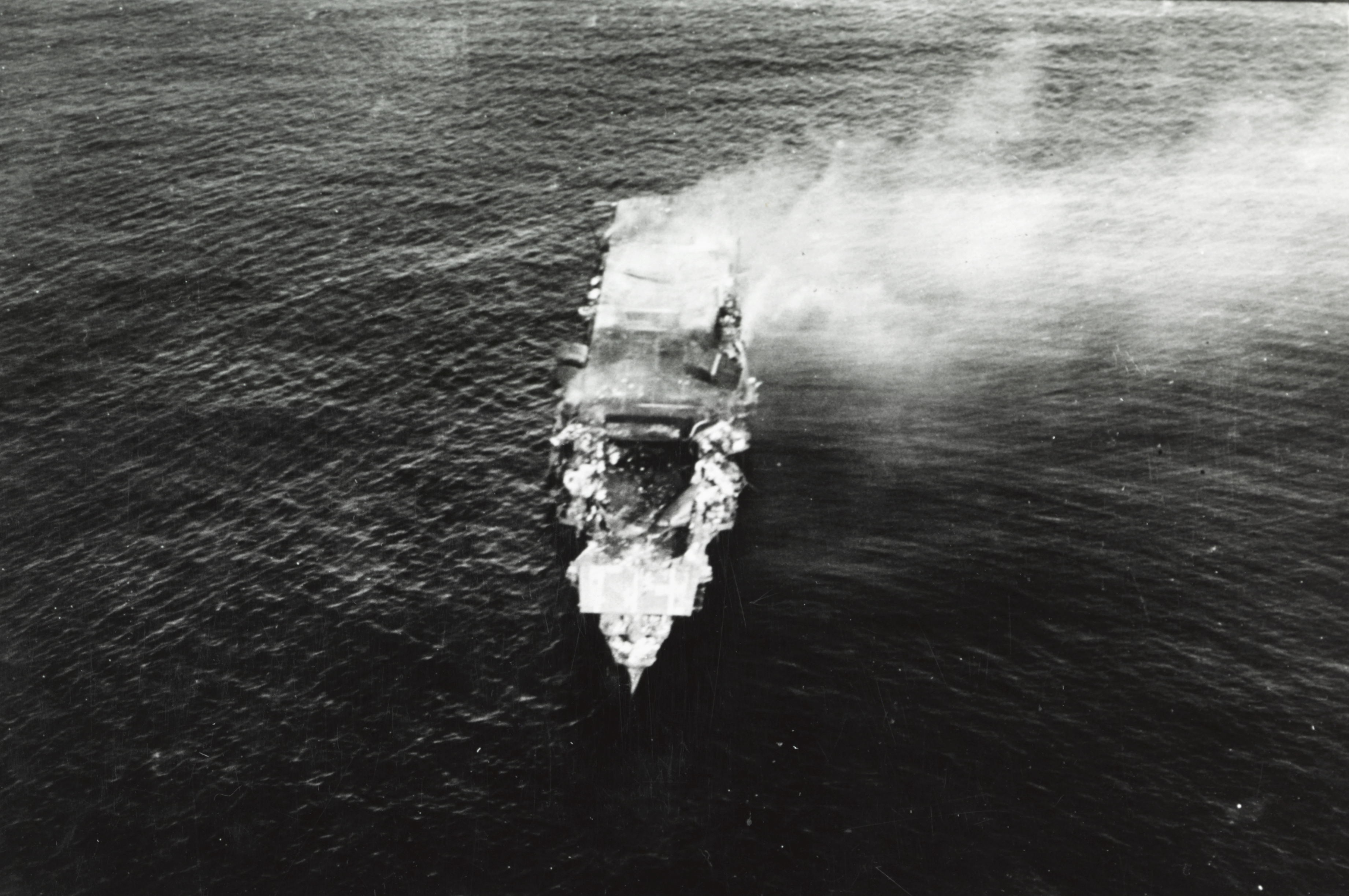
Le porte-avions Hiryū, navire amiral du contre-amiral Yamaguchi, en flammes, au lever du soleil le 5 juin 1942

Une première attaque de l'aviation embarquée du Hiryū immobilise vers midi l'USS Yorktown, laissant croire aux attaquants japonais qu'il est perdu.
Mais ses équipes de sécurité vont parvenir à le remettre en marche, de sorte que lorsqu'une seconde vague d'attaque japonaise l'immobilise à nouveau, les Japonais croient avoir détruit un second porte-avions américain,. Dans l'après-midi, l'aviation embarquée des USS Enterprise et Hornet mettent hors de combat le Hiryū. Trois porte-avions japonais sont achevés par des destroyers américains dans la soirée du 4 juin, et le Hiryū, dans la matinée du 5, tandis que l'USS Yorktown, resté à flot sera achevé par un sous-marin japonais, le 6 juin dans l'après-midi.

### Guadalcanal (août-novembre 1942)
Les pertes de Midway conduisent à une modification  profonde de l'ordre de bataille japonais, mise en place le 14 juillet. La 1re Flotte aérienne et sa force de frappe, qui ont été anéanties à Midway, sont formellement dissoutes. Une 3e Flotte est reconstituée, avec le vice-amiral Nagumo à sa tête, comprenant une nouvelle 1re division de porte-avions, composée des Shokaku, Zuikaku, et Zuiho, sous les ordres directs du vice-amiral Nagumo, et une 2e Division, avec les porte-avions Jun'yō, Hiyo et Ryūjō , prenant la suite de l'ancienne 4e Division, avec toujours le vice-amiral Kakuta à sa tête. Une 8e Flotte est constituée, aux ordres du vice-amiral Mikawa, dont la 3e Division de cuirassés est confiée au vice-amiral Kurita, scindée en deux sections, la première (Kongō et Haruna) lui étant rattachée, et la 2e section (Hiei et Kirishima), est confiée au contre-amiral Abe. Le contre-amiral Hara, précédemment commandant de la 5e Division de porte-avions, succède au contre-amiral Abe à la tête de la 8e Division de croiseurs, et le contre-amiral Nishimura avait succédé fin juin au vice-amiral Kurita à la tête de la 7e Division de croiseurs.
L'amiral King, commandant en chef de la Flotte des États-Unis, obtient après Midway l'autorisation de conduire une contre-offensive pour déloger les Japonais des positions qu'ils ont occupées dans les îles Salomon, au tout début de la bataille de la mer de Corail. Ce sera l'opération Watchtower. Le 7 août, la 1re Division des U. S. Marines du major-general Vandegrift débarque à Guadalcanal et à Tulagi, avec en couverture aérienne une force de soutien aux ordres du contre-amiral Fletcher, comprenant l'USS Saratoga au sein de la TF 11, l'USS Enterprise, au sein de la TF 16, et l'USS Wasp au sein de la TF 18. Ces porte-avions ont quitté la zone, dès le 9, avant l'attaque du vice-amiral Mikawa, qui a donné lieu à la bataille de l'île de Savo, au cours de laquelle le vice-amiral Mikawa, avec cinq croiseurs lourds et deux croiseurs légers, coule quatre croiseurs lourds (un australien et trois américains) et en endommage gravement un cinquième, américain.

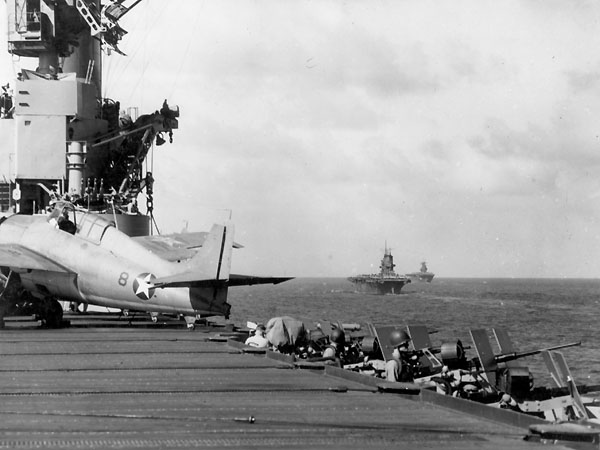
Les porte-avions américains, ici les Wasp, Saratoga et Enterprise, assurant la couverture aérienne de Guadalcanal le 12 août 1942

Mais les trois porte-avions ont assuré dans les semaines suivantes la couverture contre la 11e Flotte Aérienne du vice-amiral Tsukahara, c'est-à-dire l'aviation navale japonaise basée à terre, à proximité de Rabaul. La 2e Flotte du vice-amiral Kondō et la 3e Flotte du vice-amiral Nagumo, basées à Truk, vont à la fin août, être envoyées en renfort de la 8e Flotte de l'amiral Mikawa, pour assurer la protection éloignée d'un convoi de transports de troupes, que le contre-amiral Tanaka doit escorter jusqu'à Guadalcanal, où les Américains ont réussi à mettre en service un terrain d'aviation, baptisé Henderson à côté de la pointe Lunga. Mais les porte-avions américains sont à la mer avec le contre-amiral Fletcher sur l'USS Saratoga, et le contre-amiral Kinkaid sur l'USS Enterprise, avec le cuirassé moderne USS North Carolina.

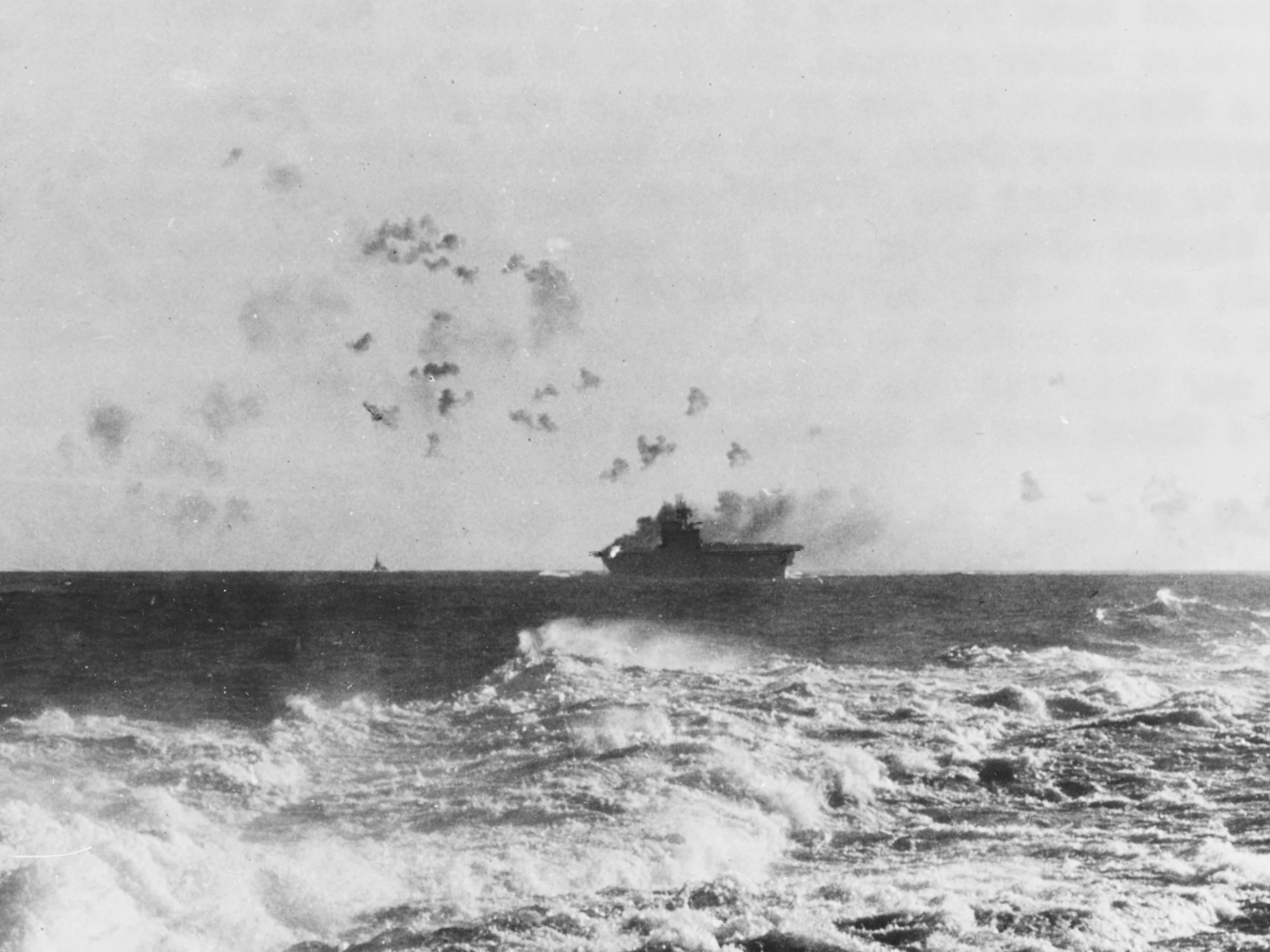
L', sous les bombes, à la bataille des Salomon orientales

S'ensuit la bataille des Salomon orientales (24-25 août 1942). Le porte-avions léger Ryūjō, arrivant de Kure et rattaché à la 3e Flotte, a été envoyé par le vice-amiral Nagumo, avec le croiseur lourd Tone, portant la marque du contre-amiral Hara, reconnaître Guadalcanal et bombarder Henderson Field, ce qui a été fait, malgré la chasse américaine. Mais le porte-avions japonais repéré par l'aviation de Guadalcanal, est attaqué et coulé par l'aviation embarquée américaine. La riposte vient de l'aviation embarquée sur les grands porte-avions du vice-amiral Nagumo, Shokaku et Zuikaku, qui, malgré l'efficacité de la DCA de l'USS North Carolina, ont mis trois bombes au but sur l'USS Enterprise, l'obligeant à regagner Pearl Harbor. Chacun mettant ensuite cap sur ses bases, le convoi du contre-amiral Tanaka, durement attaqué par l'aviation américaine basée sur Guadalcanal, a dû se réfugier aux îlots Shortland, au sud de Bougainville.
Avant même d'avoir regagné Nouméa, l'USS Saratoga, le 31 août, a été torpillé par le sous-marin I.26, et a dû regagner les États-Unis. Le 15 septembre, le sous-marin I.19 va, d'une seule gerbe, torpiller l'USS Wasp et l'USS North Carolina. Le porte-avions prend feu et coule. L'USS Hornet est alors le seul porte-avions restant opérationnel dans la Flotte du Pacifique. 
Mais ce n'est qu'au début octobre que la 2e Division de Porte-avions du contre-amiral Kakuta va rallier la 3e Flotte, après avoir achevé l'entrainement des équipages de ses deux porte-avions Jun'yō et Hiyō. Les 2e et 3e Flottes japonaises prennent alors position au nord de Guadalcanal, et les porte-avions du contre-amiral Kakuta vont couvrir les opérations des cuirassés rapides du vice-amiral Kurita, et des croiseurs lourds du vice-amiral Mikawa, qui ont bombardé longuement Henderson Field, dans les nuits suivant la bataille du Cap Espérance, où les trois croiseurs de la 6e Division, aux ordres du contre-amiral Gotō avaient été interceptés, alors qu'un convoi de renforcement, aux ordres du contre-amiral Jōjima avait réussi à atteindre Guadalcanal.

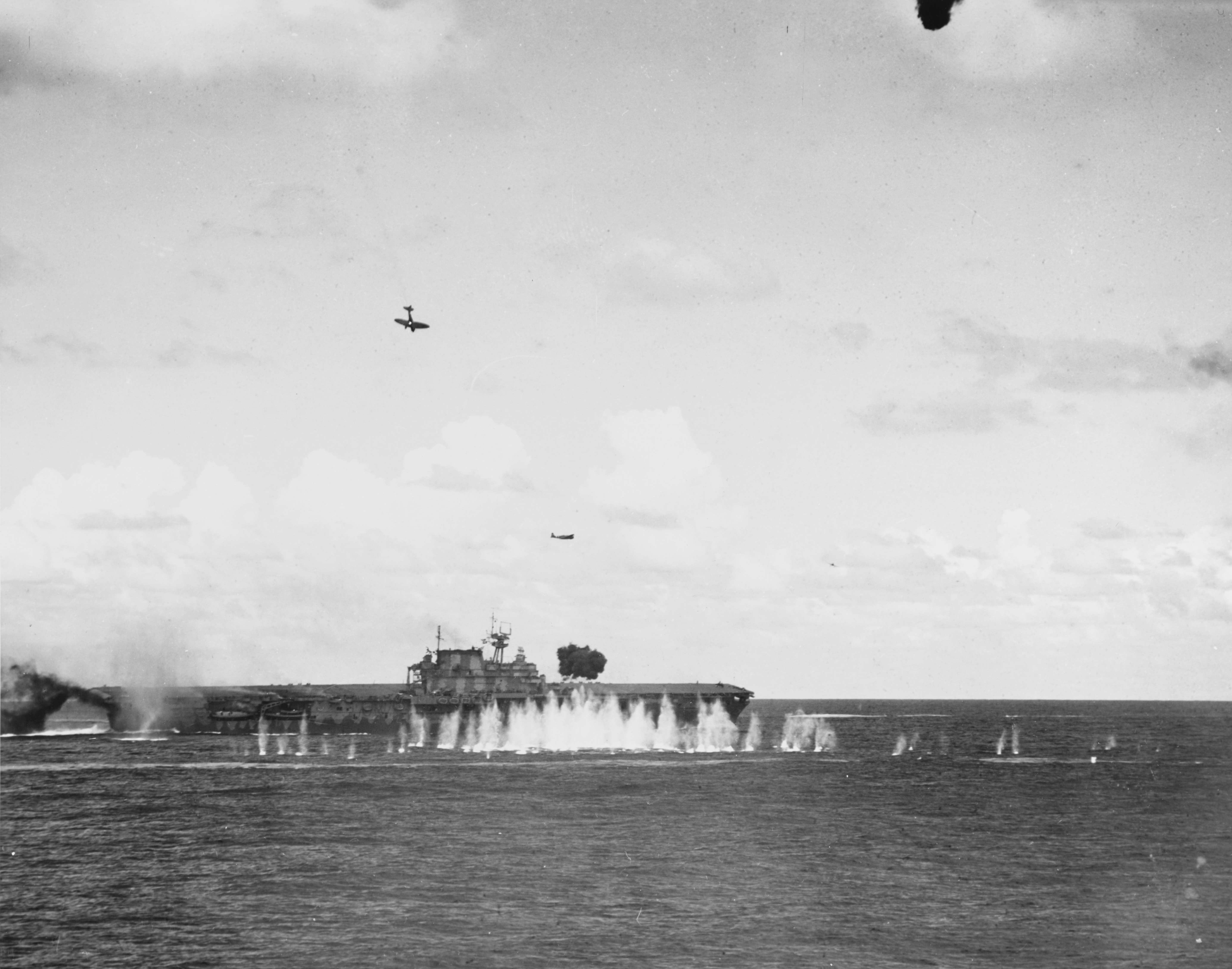
L' subit, le 26 octobre 1942, vers, une attaque des porte avions de la 3e Flotte japonaise qui va l'immobiliser

Le 10 octobre, le cuirassé moderne USS South Dakota a rejoint la Flotte du Pacifique. Il est intégré à la TF 16, dans laquelle le contre-amiral Kinkaid a sa marque sur l'USS Enterprise. Celui-ci, réparé, quitte Pearl Harbor le 16 octobre, pour rallier à la mer la TF 17, partie d'Espiritu Santo dans les Nouvelles-Hébrides. L'USS Hornet y est le navire amiral du contre-amiral Murray, aviateur confirmé, qui avait commandé l'USS Enterprise, pendant le raid sur Tokyo et la bataille de Midway et a remplacé le contre-amiral Fletcher, blessé lors du torpillage de l'USS Saratoga, le 31 août. Le 18, le vice-amiral Halsey a été nommé Commandant-en-Chef de la zone du Pacifique Sud. Il a été choisi pour sa pugnacité et son intention de manœuvre est claire. De son P.C. de Noumea, dans la nuit du 25 au 26 octobre, il signale au commandant à la mer, le contre-amiral Kinkaid: « Attaquez, je répète, attaquez ! », tandis que l'amiral Yamamoto signale la présence à la mer des porte-avions américains, au nord des îles Santa Cruz.
Dans la matinée du 26 octobre, l'aviation embarquée américaine a rendu le Zuiho indisponible  et durement touché le Shokaku, ravagé par les flammes mais restant manœuvrant, tandis que l'USS Hornet a été immobilisé vers 9 h 15, et que l'USS Enterprise a été endommagé, malgré les performances de la Défense Contre Avions du cuirassé USS South Dakota. L'aviation américaine a ensuite attaqué la force du contre-amiral Abe que le vice-amiral Kondō avait envoyé en avant-garde, et en particulier le croiseur lourd Chikuma. En fin de matinée, le contre-amiral Kinkaid a décidé de se replier. Dans l'après-midi, le porte-avions Jun'yō a endommagé de nouveau l'USS Hornet qui fut finalement jugé irrécupérable et abandonné. Les destroyers Akigumo et Makigumo l'ont torpillé et coulé dans la nuit.
Le 30 octobre, les forces japonaises mouillent à Truk, et les Américains à Nouméa. Les Japonais célèbrent une victoire, car ils ont coulé l'USS Hornet, et  la Flotte américaine du Pacifique ne dispose plus, pour la seconde fois, que d'un porte-avions opérationnel, l'USS Enterprise. Mais le vice-amiral Nagumo, dans son rapport indique que cette victoire n'a pas été une « victoire écrasante », alors, observe-t-il, qu'il faudrait que toutes les rencontres avec la Marine américaine le fussent, si l'on veut être en mesure de contrebalancer les effets de la puissance industrielle américaine. Or, les pertes de l'aviation embarquée japonaise ont encore été très lourdes. En moins de six mois depuis la mer de Corail, la moitié du personnel volant de l'aviation embarquée, dont l'effectif initial était d'un peu plus de 750, a été tué, au rythme de près de cent en moyenne, pour chacune des quatre grandes batailles aéronavales (Mer de Corail, Midway, Salomon orientales et îles Santa Cruz).

### Dans des commandements à terre (novembre 1942-juillet 1944)
Le 11 novembre 1942, le vice-amiral Nagumo est remplacé à la tête de la 3e Flotte par le vice-amiral Ozawa et rentre au Japon pour prendre le commandement du district naval de Sasebo, puis celui de Kure. Il est nommé au commandement de la 1re Flotte, le 20 octobre 1943, qui comprend alors cinq bâtiments, avec les deux cuirassés géants de la classe Yamato, et le Nagato (son sister-ship, le Mutsu, ayant été détruit par une explosion interne, en rade devant Hiroshima en juin 1943), dans une 1re Division. Les deux cuirassés de la classe Fuso et les deux cuirassés de la classe Ise, appelés à être transformés en cuirassés hybrides de porte-avions, constituent la 2e Division. Ces grands bâtiment n'effectuent pas alors d'opérations notables. Le vice-amiral Nagumo quitte ce commandement au moment où la Marine Impériale japonaise doit abandonner le mouillage de Truk pour les Palaos, à la suite des bombardements de la mi-février 1944 (Opération Hailstone). Devant la menace prévisible d'une offensive américaine dans le Pacifique central, il est nommé, le 4 mars, au poste nouvellement créé de commandant en chef de la Flotte de la zone du Pacifique central, avec autorité sur la 14e Flotte aérienne. 
Après la bataille de la mer des Philippines, et à la fin de la bataille de Saipan, il se suicide le 8 juillet 1944 d'une balle dans la tête, pour ne pas tomber vivant aux mains des soldats américains. Il est promu amiral à titre posthume.